# Gabriel Fernández Arenas
Gabriel Luis Fernández Arenas (spanyol kiejtés: [ɡaˈβɾjel ferˈnandeθ aˈɾenas];
Madrid, 1983. július 10. –) spanyol labdarúgó, aki középpályás poszton játszik. Az Atlético Madrid volt csapatkapitánya, saját nevelésű játékosa. Ismertebb neve Gabi [ˈɡaβi].Jelenleg az Asz-Szadd játékosa.
A La Ligában több mint 400 pályára lépése van.

## Pályafutása

### Kezdeti évek
2004-ben debütált a La Ligában.

### Zaragozai kitérő
2007-ben aláírt a Real Zaragozahoz 9 millió €-ért. 

### Újra Madridban
2011-ben visszaigazolta az Atlético de Madrid. 

## Sikerei, díjai
Klubokban
Atlético Madrid
- La Liga bajnok: 2013–2014
- Spanyol kupagyőztes 2012–2013
- Spanyol szuperkupagyőztes: 2014
  - döntős: 2013
- Európa-liga győztes: 2012, 2018
- UEFA-szuperkupa: 2012
- Bajnokok Ligája döntős: 2014, 2016

Válogatottban
Spanyolország U21
- U20-as világbajnokság döntős: 2003

Egyéni
- La Liga a szezon csapatának tagja: 2013–2014[6]
- Bajnokok Ligája szezon csapatának tagja: 2013–2014,[7] 2015–2016[8]

## Statisztikái

### Klubokban
Legutóbb 2018. május 16-án lett frissítve.
| Klub             | Szezon           | Liga             | Liga            | Liga  | Spanyol Kupa    | Spanyol Kupa | Európai         | Európai | Egyéb           | Egyéb | Összesen        | Összesen |
| Klub             | Szezon           | Bajnokság        | Pályára lépések | Gólok | Pályára lépések | Gólok        | Pályára lépések | Gólok   | Pályára lépések | Gólok | Pályára lépések | Gólok    |
| ---------------- | ---------------- | ---------------- | --------------- | ----- | --------------- | ------------ | --------------- | ------- | --------------- | ----- | --------------- | -------- |
| Atlético Madrid  | 2003–2004        | La Liga          | 6               | 0     | 1               | 0            | —               | —       | —               | —     | 7               | 0        |
| Atlético Madrid  | 2004–2005        | La Liga          | 0               | 0     | 0               | 0            | 3               | 0       | —               | —     | 3               | 0        |
| Atlético Madrid  | 2005–2006        | La Liga          | 32              | 1     | 1               | 0            | —               | —       | —               | —     | 33              | 1        |
| Atlético Madrid  | 2006–2007        | La Liga          | 20              | 0     | 2               | 0            | —               | —       | —               | —     | 22              | 0        |
| Atlético Madrid  | Összesen         | Összesen         | 58              | 1     | 4               | 0            | 3               | 0       | —               | —     | 65              | 1        |
| Getafe           | 2004–2005        | La Liga          | 32              | 2     | 2               | 0            | —               | —       | —               | —     | 34              | 2        |
| Getafe           | Összesen         | Összesen         | 32              | 2     | 2               | 0            | —               | —       | —               | —     | 34              | 2        |
| Zaragoza         | 2007–2008        | La Liga          | 32              | 0     | 3               | 0            | 2               | 0       | —               | —     | 37              | 0        |
| Zaragoza         | 2008–2009        | Segunda División | 35              | 4     | 0               | 0            | —               | —       | —               | —     | 35              | 4        |
| Zaragoza         | 2009–10          | La Liga          | 32              | 1     | 2               | 0            | —               | —       | —               | —     | 34              | 1        |
| Zaragoza         | 2010–2011        | La Liga          | 36              | 10    | 2               | 1            | —               | —       | —               | —     | 38              | 11       |
| Zaragoza         | Összesen         | Összesen         | 135             | 16    | 7               | 1            | 2               | 0       | —               | —     | 144             | 16       |
| Atlético Madrid  | 2011–2012        | La Liga          | 31              | 2     | 1               | 0            | 17              | 1       | —               | —     | 49              | 3        |
| Atlético Madrid  | 2012–2013        | La Liga          | 35              | 0     | 8               | 0            | 2               | 0       | 1               | 0     | 46              | 0        |
| Atlético Madrid  | 2013–2014        | La Liga          | 36              | 3     | 7               | 0            | 12              | 0       | 2               | 0     | 57              | 3        |
| Atlético Madrid  | 2014–15          | La Liga          | 34              | 0     | 5               | 0            | 7               | 0       | 2               | 0     | 48              | 0        |
| Atlético Madrid  | 2015–16          | La Liga          | 35              | 1     | 4               | 0            | 12              | 0       | 0               | 0     | 51              | 1        |
| Atlético Madrid  | 2016–2017        | La Liga          | 34              | 0     | 5               | 0            | 11              | 0       | 0               | 0     | 50              | 0        |
| Atlético Madrid  | 2017–2018        | La Liga          | 33              | 0     | 3               | 0            | 13              | 1       | 0               | 0     | 49              | 1        |
| Atlético Madrid  | Összesen         | Összesen         | 238             | 6     | 33              | 0            | 74              | 2       | 4               | 0     | 349             | 8        |
| Karrier összesen | Karrier összesen | Karrier összesen | 463             | 24    | 46              | 1            | 79              | 2       | 4               | 0     | 592             | 27       |

1. 1 2 3  pályára lépés az Európa-ligában
2. ↑  Pályára lépés Szuperkupában
3. 1 2 3 4  pályára lépés a Bajnokok ligájában
4. 1 2 3 4 5  pályára lépés a Spanyol szuperkupában